# Garrulax milleti
Garrulax milleti е вид птица от семейство Leiothrichidae. Видът е почти застрашен от изчезване.

## Разпространение
Видът е разпространен във Виетнам и Лаос.